# Малинин, Андрей Юрьевич
Андрей Юрьевич Малинин (6 октября 1930 — 16 июля 1979) — советский учёный в области физикохимии и материаловедения, член-корреспондент Академии наук СССР, лауреат Ленинской премии.

## Биография
Родился 6 октября 1930 года в Москве.
Окончил Московский институт цветных металлов и золота имени М. И. Калинина (1953).
В 1953—1963 гг. работал в Государственном Научно-исследовательском и проектном институте (ГНИИПИ) редкометаллической промышленности.
С 1963 по 1976 год директор Московского научно-исследовательского института материаловедения.
С 1 июля 1976 года первый генеральный директор Научно-производственного объединения «Научный центр», в состав которого вошли 39 предприятий, в числе которых 8 НИИ (более 80 тысяч работников).
В 1976 году по его инициативе в НПО создана лаборатория технологии получения полупроводниковых материалов в космосе, с целью разработки оборудования, систем управления и технологии для выращивания высококачественных кристаллов в условиях невесомости и сверхвысокого вакуума (в космосе).
С 1970 года преподавал в Московском институте электронной техники, с 1973 года профессор этого института.
Научная и практическая деятельность — в области исследования и разработки материалов для электронной техники.
Доктор технических наук.
26 ноября 1974 года избран членом-корреспондентом Академии наук СССР по Отделению физикохимии и технологии неорганических материалов по специальности «Физикохимия и технология неорганических материалов».
Член Коллегии Министерства электронной промышленности СССР.
Постановлением ЦК КПСС и Совета Министров СССР от 21 апреля 1974 года за вклад в организацию Научного центра микроэлектроники, формирование и развитие науки и промышленности Зеленограда удостоен Ленинской премии в составе коллектива (кроме него — Валиев Камиль Ахметович — директор Московского института электронной техники; Гуськов Геннадий Яковлевич — директор научно-исследовательского института микроприборов, заведующий кафедрой систем, устройств и методов геокосмической физики МФТИ; Савин Виктор Васильевич — директор НИИТМ и завода «Элион»; Ливинцев Лев Николаевич — первый секретарь Зеленоградского РК КПСС).
Умер 16 июля 1979 года в результате тяжёлой онкологической болезни. Похоронен на участке № 1а Зеленоградского (Центрального) кладбища.